# Walter Lieck
Albert Walter Johann Lieck (* 13. Juni 1906 in Charlottenburg; † 21. November 1944) war ein deutscher Kabarettist, Schauspieler und Drehbuchautor.

## Leben
Walter Lieck war der Sohn des Kunstmalers Josef Lieck und der Margarete geb. Stuertz (* 13. Januar 1873 in Dömitz, Mecklenburg-Schwerin, † 16. Februar 1951 in Berlin-Mariendorf). Geboren wurde er in der elterlichen Wohnung in der Augsburger Straße 4 in Charlottenburg (heute Fuggerstraße 14 in Schöneberg). Er hatte noch drei Geschwister: 
- Ernst Lieck (* 7. Januar 1898 in Charlottenburg, † 19. Juni 1923 in Berlin), Kunstgewerbler
- Kurt Lieck  (* 16. Februar 1899 in Charlottenburg, † 19. Dezember 1976 in Remagen), Schriftsteller, Theaterregisseur, Hörspielsprecher
- Grita Lieck (* 3. März 1910 in Berlin, † 28. September 1981 in Ratzeburg), Sachbearbeiterin

Er erhielt sein erstes Engagement 1928 am Theater am Schiffbauerdamm. Er machte sich einen Namen als Mitglied des Kabaretts Tingeltangel und trat unter anderem am Rose Theater auf.
Trotz der Machtübernahme der Nationalsozialisten 1933 versuchte er im Herbst 1934 unter anderem zusammen mit Günther Lüders, Walter Gross und Werner Finck das Tingeltangel wiederzubeleben. Nach sechs Monaten Spielzeit wurde er deshalb zwei Monate im KZ Esterwegen inhaftiert.
Die Machthaber belegten ihn anschließend immer wieder mit Auftrittsverbot, zumal er seit 1933 mit der Schauspielerin Liselotte Laudien einer sogenannten „Halbjüdin“  verheiratet war und sich nicht scheiden ließ. Der Ehe entsprangen zwei Kinder. Der 1,99 Meter große Lieck kam aber vor und während des Zweiten Weltkriegs zu zahlreichen Filmeinsätzen, darunter als Läufer in dem Monumentalfilm Münchhausen. Außerdem schrieb er den Text zu der 1936 uraufgeführten Kinderoper Schwarzer Peter von Norbert Schultze und das Bühnenstück Annelie, das 1941 mit Luise Ullrich verfilmt wurde. Ferner lieferte er die Vorlage für den Film Liebesgeschichten (1943) und verfasste auch mehrere Drehbücher. Lieck stand 1944 in der Gottbegnadeten-Liste des Reichsministeriums für Volksaufklärung und Propaganda.
Lieck starb an einer verschleppten Blutvergiftung, die noch von seinem KZ-Aufenthalt herrührte, und wurde auf dem Südwestkirchhof Stahnsdorf beigesetzt.

## Filmografie (Auswahl)
- 1934: La Paloma. Ein Lied der Kameradschaft
- 1934: Die beiden Seehunde
- 1937: Gleisdreieck
- 1937: Krach und Glück um Künnemann
- 1938: Die Umwege des schönen Karl
- 1938: Die kleine und die große Liebe
- 1938: Pour le Mérite
- 1939: Bel Ami
- 1939: Salonwagen E 417
- 1939: Robert und Bertram
- 1939: Mann für Mann
- 1939: Schneider Wibbel
- 1939: Renate im Quartett
- 1939: Kitty und die Weltkonferenz
- 1939: Drei Väter um Anna
- 1939: Sensationsprozeß Casilla
- 1939: Der Stammbaum des Dr. Pistorius
- 1939: Kongo-Express
- 1939: Ihr erstes Erlebnis
- 1939: Meine Tante – deine Tante
- 1940: Kriminalkommissar Eyck
- 1940: Zwielicht
- 1940: Liebesschule
- 1940: Bal paré
- 1940: Die gute Sieben
- 1940: Die Rothschilds
- 1940: Die 3 Codonas
- 1940: Herz – modern möbliert
- 1940: Zwischen Hamburg und Haiti
- 1940: Der Kleinstadtpoet
- 1941: Das himmelblaue Abendkleid
- 1941: Mein Leben für Irland
- 1941: … reitet für Deutschland
- 1941: Der Gasmann
- 1941: Krach im Vorderhaus
- 1941: Jenny und der Herr im Frack
- 1941: Quax, der Bruchpilot
- 1942: Schicksal
- 1942: Die Nacht in Venedig
- 1942: Die große Liebe
- 1942: Rembrandt
- 1942: Die goldene Stadt
- 1942: Dr. Crippen an Bord
- 1943: Maske in Blau
- 1943: Münchhausen
- 1943: Romanze in Moll
- 1943: Das Bad auf der Tenne
- 1943: Kollege kommt gleich
- 1943: Gefährlicher Frühling (auch Drehbuch)
- 1943: Leichtes Blut
- 1944: Die Hochstaplerin
- 1944: Ein schöner Tag
- 1944: Hundstage
- 1944/54: Ein toller Tag (nur Drehbuch)
- 1945: Die Schenke zur ewigen Liebe
- 1945: Frühlingsmelodie (nur Drehbuch)
- 1953: Hab’ Sonne im Herzen (nur Drehbuch)